# Heimatmuseum der Stadt Wilsdruff

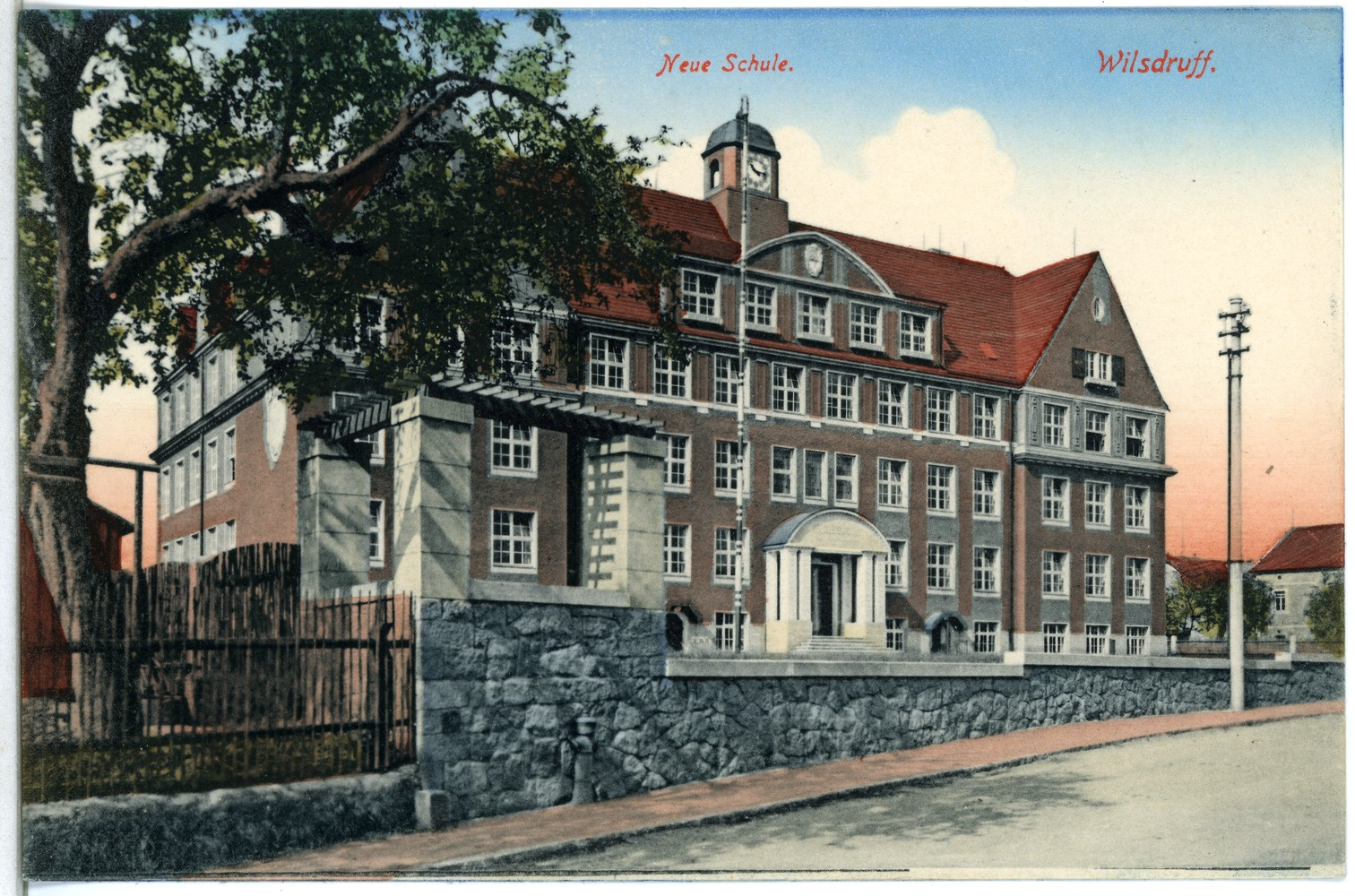
Die Schule, in der sich seit 1919 das Museum befindet (1912)

Das Heimatmuseum der Stadt Wilsdruff, welches einst den Namen Heimatsammlung Wilsdruff trug, wurde von Oberlehrer Artur Kühne (1881–1950) aus Wilsdruff und Lehrer Alfred Ranft (1895–1978) aus Blankenstein als heimat- und naturkundliche Sammlung aufgebaut und 1919 eröffnet. Es befindet sich seither im Bodengeschoss der heutigen Oberschule am Gezinge in Wilsdruff. Vorher gab es ab 1909 provisorische Ausstellungen im Turmzimmer der Wilsdruffer Nikolaikirche sowie in der damaligen Turnhalle der Stadt. Nachdem das Museum ab 1970 geschlossen geblieben war, wurde es bereits vor der Wende zunächst unter Museumsleiter Peter Wunderwald und ehrenamtlichen Helfern aus der Region – bis zur zeitweiligen Auslagerung in die Schulaula (wegen des Schulumbaus) – für die Nachwelt erhalten und behutsam gesichert. Zunächst war der Wiederaufbau des Museums in der städtischen Jakobikirche geplant, wofür dort schon Umbauten erfolgten. Der Neuaufbau wurde dann der Ortsgruppe Wilsdruff vom Landesverein Sächsischer Heimatschutz e.V., darunter der Sohn von Alfred Ranft, in den angestammten Dachgeschossräumen der jetzigen Oberschule übertragen. Im März 1999 konnte das Museum wiedereröffnet werden. Maßgeblich am Wiederaufbau beteiligt und ehrenamtlicher Leiter war seitdem Dr. rer. nat. Rolf Görner (1924–2009). Heute wird das Museum von der Pädagogin Angelika Marienfeldt und dem Historiker Dr. phil. Michael Blümel geleitet.
Ein wesentliches Anliegen der heutigen Ausstellung besteht darin, den für ein Heimatmuseum der 1920–30er Jahre typischen Charakter weitgehend zu erhalten, was sich in einer entsprechenden Vielfalt und Dichte der Exponate bzw. Themen äußert. Die hauptsächlichen Ausstellungsschwerpunkte sind Geologie, Ur- und Frühgeschichte, städtische Verfassung und Verwaltung, Grundherrschaft (Rittergut), Schlacht bei Kesselsdorf, Landwirtschaft, städtisches Handwerk, Vereinswesen, bürgerliches Wohnen, Post und Verkehr, Industrialisierung/Industrie, Erster Weltkrieg. Die Sammlung umfasst Exponate des gesamten, so genannten Wilsdruffer Landes, das sich zwischen Elbe und Bobritzsch sowie Weißeritz und Triebisch, nordöstlich des Tharandter Waldes erstreckt. Das Museum besitzt zahlreiche Werke des Wilsdruffer Malers Felix Funk (1905–1976), dessen Lebenswerk anlässlich seines 100. Geburtstags eine Sonderausstellung gewidmet wurde.
Ein zentrales Exponat ist ein Diorama, in welchem eine Szene der Schlacht bei Kesselsdorf vom 15. Dezember 1745 mit 1850 Zinnfiguren anschaulich nachstellt wird.
Die Bedeutung der Stadt als Standort der Möbelherstellung verdeutlicht u. a. die ausgestellte Patenturkunde des Kaiserlichen Patentamtes Berlin vom Jahre 1906, mittels welcher sich Theodor Porsch seinen zunächst unter dem Namen Porschs Original verkauften 'Küchentisch mit ausziehbarem Waschtisch' schützen ließ.
Außerdem gibt es eine Ausstellung zur Möbelstadt Wilsdruff (mit Dampf- und Holzverarbeitungsmaschinen) am Sitz des Sächsischen Dampfmaschinenvereines Wilsdruff e.V., in einer ehemaligen Möbelfabrik auf der Wilsdruffer Fabrikstraße, die u. a. zum Dampf-Treff Mitte/Ende April und zum Tag des offenen Dankmales im September geöffnet ist. Zudem unterhält die IG Verkehrsgeschichte Wilsdruff e.V. eine Fahrzeugausstellung zum ehem. Wilsdruffer Netz der Sächsischen Schmalspurbahnen am ehem. Wilsdruffer Haltepunkt und am Lokschuppen vom ehem. Bahnhof Wilsdruff.